# SMIT
 (décembre 2022).
Si vous disposez d'ouvrages ou d'articles de référence ou si vous connaissez des sites web de qualité traitant du thème abordé ici, merci de compléter l'article en donnant les références utiles à sa vérifiabilité et en les liant à la section « Notes et références ».
 (décembre 2022).
System Management Interface Tool (SMIT) est une alternative à l'interpréteur de commandes CLI pour gérer et maintenir les systèmes d'exploitation AIX d'IBM.
La version de SMIT en mode texte s'appelle SMITTY (en référence aux '/dev/tty', qui sont les terminaux et ports série en AIX).
Caractéristiques :
- Deux modes d'opération : texte (smitty) et graphique (smit)
- Interface de menus interactive
- Assistance aux utilisateurs
- Traçabilité des opérations
- Raccourcis aux menus principaux (par exemple : "smit fs")
- Système évolutif : certains programmes installent également des entrées de menu SMIT
- Possibilité d'affichage des commandes en ligne effectuées (pour pouvoir faire des scripts ultérieurs par exemple)

```
                               System Management

Move cursor to desired item and press Enter.

 █Devices
  System Storage Management (Physical & Logical Storage)
  Security & Users
  Communications Applications and Services
  Print Spooling
  Problem Determination
  Performance & Resource Scheduling
  System Environments
  Processes & Subsystems
  Applications
  Installation Assistant
  Using SMIT (information only)

            
F1=Help             F2=Refresh          F3=Cancel           Esc+8=Image
Esc+9=Shell         Esc+0=Exit          Enter=Do                    

```